# MNK Sokoli Samobor
MNK "Sokoli" registriran je 1991. godine i postao je sudionikom u Zagrebačkom malonogometnom prvenstvu u sezoni 1991/92., a prvi registrirani igrači su bili Renato Hohnjec, Dalibor Bilić, Milan Gaćeša, Ivica Kuzmić, Zvonko Pavec, Zdenko Trupec, Marinko Mavrović, Zdravko Mavrović, Ivan Kos, Miro Krstanović, Goran Varičak, Jadranko Bartolić i Neven Požgajčić.
Osvajanjem 1. mjesta u Zagrebačkom prvenstvu stekli su uvjete za natjecanje u Regionalnoj ligi. U sezoni 1992/93. osvojili su 1. mjesto i otišli na kvalifikacije za ulazak u Prvu HMNL (Prvu hrvatsku malonogometnu ligu) u Novom Marofu. Bez izgubljenog boda osvojili su 1. mjesto i ušli u Prvu ligu.
Iste godine, igrajući na neslužbenom prvenstvu Zagreba, postali su i prvaci Zagreba. 
Prve nastupe u sezoni 1993/94. Prve HMNL počeli su porazima, da bi nastavili furioznim igrama i završnicu prvenstva dočekali na kao prvaci Hrvatske u malom nogometu. Prvenstvo Hrvatske osvojili su Renato Hohnjec i Željko Gajšak (vratari), te igrači Milan Gaćeša, Marinko Mavrović, Edin Dervišagić, Neven Požgajčić, Ivica Kos, Zdravko Mavrović, Dalibor Bilić, Tomislav Novačić i Krešimir Radić.
U sezoni 1994/95. nisu uspjeli ponoviti rezultate iz prethodnih godina, ali sezonu su završili na visokom 3. mjestu, te su 1995. otišli na Kup prvaka u Španjolsku gdje su upoznali Europu, igrajući s profesionalnim klubovima Italije, Rusije, Španjolske, Belgije i Mađarske.
MNK "Sokoli" uspio je u sezoni 1996/97. sačuvati prvoligaški status, da bi sezonu 1997/98. dočekao u sredini prvoligaške ljestvice.
Nakon toga nastoje se vratiti u vrh hrvatskog malog nogometa s mladim igračkim kadrom: Dean Kovačević, Davorin Kablar, Hrvoje Štrok te Sebastijan Burić. Oni su ujedno bili i mladi reprezentativci Hrvatske u malom nogometu.
U sezoni 2002/03. MNK “Sokoli” je ispao iz 1. HMNL da bi se u sezoni 2004/05. predvođen Zvjezdanom Brlekom i Marijom Jozićem vratio među prvoligaše.
U sezoni 2005/06. MNK “Sokoli” nastupaju u sljedećem sastavu: Kovačević, Bastalić, Sitar, Ba. Morina, Vrkić, Antolić, Jelušić, Smolčić, Krnić, Tironi, Kovač, Marković, Grcić.
MNK "Sokoli" dao je mnogo igrača reprezentaciji Hrvatske: Marinko i Zdravko Mavrović, Damir Kajba, Nenad Bičak, Dinko Huskić, Edin Dervišagić, Zvjezdan Brlek, Mario Jozić i drugi.
Od prvih dana MNK "Sokoli" vodi Marijan Lenard, koji je i sportski direktor kluba, predsjednik kluba je Dean Šparavec, službeni predstavnik je Nenad Žitković, a u radu kluba pomaže i Marijan Jandrečić. Trener kluba je Vladimir Čerkez.